# پیترو کاتالدی

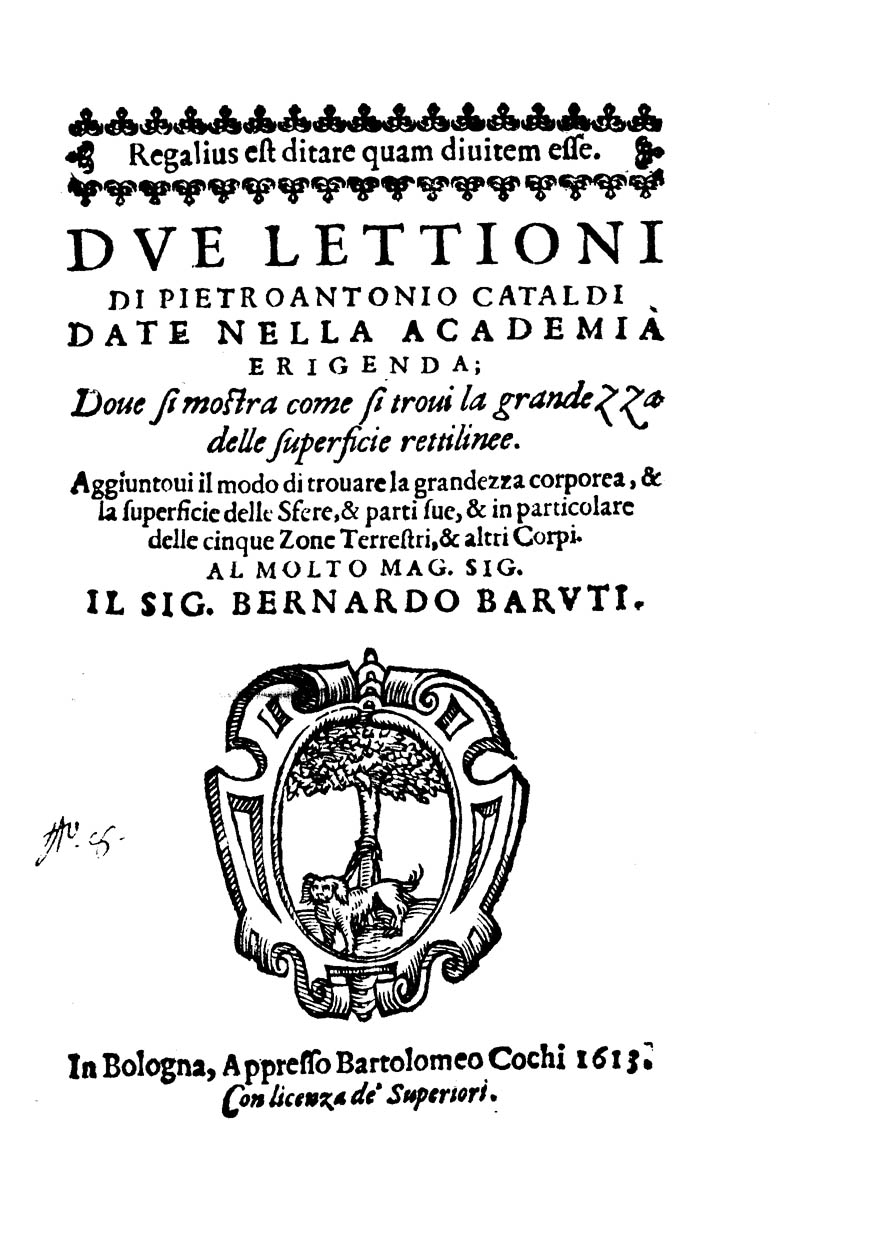
Due lettioni, 1613

پیترو آنتونیو کاتالدی ریاضی دان ایتالیایی قرن شانزدهم و هفدهم میلادی بود. وی در زمینه ریاضی و نجوم و نیز مسائل نظامی کارهایی انجام داده است.

## کارها
او از ریاضی دان‌هایی است که برای اثبات اصل پنجم اقلیدس تلاش کرد. همچنین در زمینه کسرهای مسلسل و نمایش آن‌ها کارهایی انجام داد. او ششمین و هفتمین اعداد اول مرسن را کشف کرد.(البته نام عدد اول مرسن بعدها بر این اعداد گذارده شد).

## یادکردها
1. ↑  http://www-history.mcs.st-andrews.ac.uk/Biographies/Cataldi.html